# Karl Schrammel

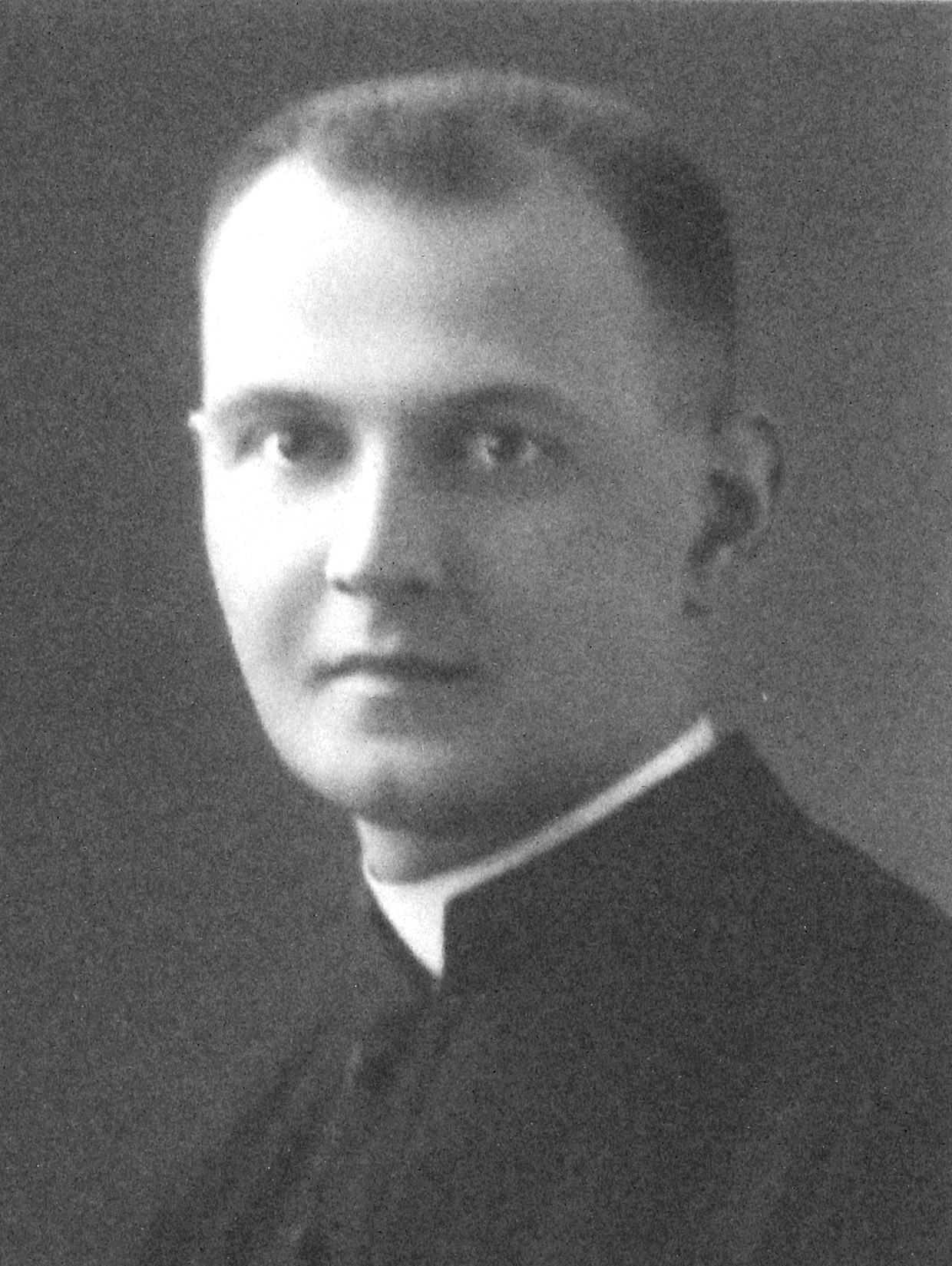
Karl Schrammel (1932)

Karl Schrammel (* 22. September 1907 in Friedek, Schlesien; † 5. Februar 1945 im KZ Buchenwald) war ein deutsch-österreichischer römisch-katholischer Geistlicher und Märtyrer.

## Leben
Karl Schrammel, Enkel von Johann Schrammel, dem Schöpfer der Schrammelmusik, besuchte Schulen in Friedek und Mährisch-Ostrau. Nach dem Abitur studierte er ab Herbst 1927 Katholische Theologie in Olmütz, wurde 1932 zum Priester geweiht und ging noch im selben Jahr als Studienpräfekt an das erzbischöfliche Knabenseminar nach Freudenthal, wo er mit seiner ererbten musikalischen Begabung erfolgreich war. Seine Bestellung zum Vizesuperior des Priesterseminars Olmütz zerschlug sich 1938 und seine Tätigkeit als Vizerektor der Philosophisch-theologischen Lehranstalt in Weidenau währte nur kurz, weil er schon 1939 als Direktor nach Freudenthal zurückkehrte, wo er verschiedene weitere Ämter übernahm, so als Referent des Generalvikariates Branitz.
Wegen seiner erfolgreichen kirchlichen Jugendarbeit wurde er am 7. Juli 1941 von der Gestapo als „Saboteur“ verhaftet und über das Gefängnis Troppau in das KZ Dachau gebracht (Häftlingsnummer 28677). Dort entwickelte er besondere Regsamkeit, schmuggelte Briefe aus dem Lager, in denen die Verhältnisse realistisch geschildert waren, und wurde deshalb zum Tode verurteilt. Seine Beliebtheit verhinderte eine Vollstreckung in Dachau. Er kam in das KZ Buchenwald und wurde dort am 5. Februar 1945 durch Genickschuss hingerichtet.

## Gedenken
Die Römisch-katholische Kirche in Deutschland hat Karl Schrammel als Märtyrer aus der Zeit des Nationalsozialismus in das deutsche Martyrologium des 20. Jahrhunderts aufgenommen.